# Karel Bellinckx
Karel Bellinckx S.C.J., né à Koersel en Belgique le 18 avril 1913 et mort à Wamba au Congo, le 26 novembre 1964, est un prêtre missionnaire belge de la congrégation du Sacré-Cœur qui fut assassiné au Congo-Kinshasa pendant la révolte de 1964.

## Biographie
Il entre à la congrégation des prêtres du Sacré-Cœur de Saint-Quentin et prend le nom de religion de Jean de Ruisbroeck. Il est ordonné prêtre le 9 juillet 1939. Il est envoyé au Congo belge et nommé à la mission de Maboma en 1947. Après l'indépendance du Congo en 1960, le nouveau pays est plongé dans les troubles. Au début de l'année 1964, une révolte communiste fait sécession dans la région de Stanleyville, riche en ressources.
En août 1964, la mission de Wamba fait partie d'une zone sous domination des rebelles Simbas qui ont formé entre-temps une « république démocratique du Congo » reconnue par l'URSS et en opposition avec la capitale, Léopoldville. Le 17 novembre dans la nuit, il est capturé par un rebelle Simba qui s'est introduit par la fenêtre, et il est torturé avec des cordes jusqu'au matin. Les rebelles armés de lancettes et de machettes parcourent les rues de la mission et jettent les autres missionnaires, dont l'évêque, Mgr Joseph Wittebols, et les religieuses avec des Européens en prison. Un simulacre de tribunal les condamne à mort le 24 novembre. Ils sont assassinés un par un par tirs de mitraillette. L'Opération Dragon rouge envoyée à leur rescousse est déclenchée trop tard.